# Oncinema lineare
Oncinema lineare är en oleanderväxtart som först beskrevs av Carl von Linné d.y., och fick sitt nu gällande namn av Arthur Allman Bullock. Oncinema lineare ingår i släktet Oncinema och familjen oleanderväxter. Inga underarter finns listade i Catalogue of Life.